# Панське озеро
Панське озеро або Сасик (рос. Панское озеро, крим. Pan gölü, Пан голю) — третє за площею озеро Чорноморського району і четверте Тарханкутського півострова, розташоване на заході центральної частини Чорноморського району (АРК, Україна). Площа — 5,2 км². Тип загальної мінералізації — гірко-солоне (традиційно вважається, але насправді солоне). Походження — лиманне. Група гідрологічного режиму -безстічне. наразі для озера більш відповідним статусом може бути не озеро, а техногенна затока (оскільки в 1978 р. в результаті будівництва порту перешийок, що розділяє озеро (внутрішні води) і води Чорного моря (зовнішні води), був розритий і озеро було пов'язане з Ярилгацькою бухтою і відповідно з іншими водами Чорного моря) або лагуна (через мілководність і зв'язком з водами моря).

## Про озеро
Довжина — 4,5 км. Ширина: середня — 1,2 км, найбільша — 2,15 км. Глибина: найбільша — 1,05 м. Входить до Тарханкутської групи озер. Панське представляє з себе невелике грязе-солоне озеро, розташоване в центральній частині Чорноморського району Криму. Глибина 0,8 м. Дно озера вкрите 5-35-сантиметровим шаром високомініралізірованої грязі. Найближчий населений пункт — село Зайцеве. На південно-західному березі розташована птахоферма. Через підвищення рівня в Ярилгацькій бухті також збільшується рівень озера Панського, вода доходить до дороги Т-01-07 і в зв'язку з цим на 5-кілометровій ділянці вздовж озера були вставлені труби для відводу вод від дорожнього полотна на поля. Північно-східна берегова лінія абразивного типу. Середньорічна кількість опадів — менше 350 мм. Основне джерело — води Ярилгацької бухти, а згодом Чорного моря. Ілові сульфідні грязі озера постановою КМУ від 11.12.1996 р., № 1499; ДСТУ 878-93 віднесені до лікувальних.

## Історія
На березі розташований пам'ятник архітектури — комплекс садиб Панське. Жителями Панського були представники автохтонного населення Еллади.
В 1978 році на основі розробленого плану нового порту в смт. Чорноморське був проритий 20-метровий фарватер (прохід) в озеро Панське з Ярилгачської бухти на місці вузького перешийка. Новий порт побудований в період 1979–1991 рр. на північному березі озера і отримав назву Чорноморськ, підпорядкований Публічному акціонерному товариству Державне акціонерне товариство Чорноморнафтогаз.